# ابن الأردخل
ابن الأردخل (577 هـ - 628 هـ / 1181م-1231م) محمد بن الحسن بن يمن بن علي الأنصاري أبو عبيد الله، مهذب الدين، أبو المعالي، المعروف بابن الأردخل. هو شاعر عباسي وُلد ونشأ في الموصل وتوفي في ميافارقين.
اتخذه الملك الأتابكي ناصر الدين محمود نديماً له. ثم رحل إلى ميافارقين وامتدح صاحبها الأشرف موسى الأيوبي، وأقام عنده ينادمه.
هو محمد بن أبي الحسن بن يمن بن علي بن أحمد بن محمد بن عثمان بن عبد الحميد الأنصاري، من أولاد سهل بن حنيف الأنصاري. يكنى أبا عبد الله ويعرف بابن الأردخل، والأردخل هو البناء في اللهجة الموصلية آنذاك. 

توفي في تاسع شوال سنة ثماني وعشرين وستمائه بميافارقين وكان عمره إحدى وخمسين سنة.

## شعر ابن الأدرخل
من شعره قوله:
وقال أيضاً: